# Paceřice
Paceřice (deutsch Patzerschitz) ist eine Gemeinde in Tschechien. Sie liegt fünf Kilometer nordwestlich von Turnov und gehört zum Okres Liberec.

## Geographie
Paceřice befindet sich linksseitig des Mohelkatales in der Turnovská pahorkatina (Turnauer Hügelland). Am östlichen Ortsrand verläuft die Schnellstraße R 35 /  E 442, dort liegt die Abfahrt 40 Paceřice. Südwestlich verläuft die Bahnstrecke Pardubice–Liberec; die nächste Bahnstation Doubí u Turnova liegt anderthalb Kilometer südwestlich.
Nachbarorte sind Zlatá Hvězda, Žďárek und Zádraha im Norden, Odolenovice, Studnice und Jenišovice im Nordosten, Ondříkovice, Mokřiny und Červený Dvůr im Osten, Vazovec, Hrubý Rohozec und Kozice im Südosten, Ohrazenice und Lažany im Süden, Doubí, Kamenec und Čičavy im Südwesten, Zásada und Kamení im Westen sowie Husa und Stádlo im Nordwesten.

## Geschichte
Die erste schriftliche Erwähnung von Paczierzicze erfolgte im Jahre 1543. Im Jahre 1608 bestand der Ort aus zwölf Bauernwirtschaften und zwei Häuslern. Haupterwerbsquelle des Dorfes bildete der Reiseverkehr auf der durch den Ort führenden Handelsverbindung in die Oberlausitz; so bestanden in dem Dorf eine Schmiede, Wagnerei und ein Gasthof. Besitzer von Pačeřice waren u. a. die Grafen von Waldstein und ab 1820 die Fürsten Rohan. Karl Alain Rohan baute das Schloss Sychrov zum neuen Sitz des aus Frankreich emigrierten Adelsgeschlechtes aus. Dadurch entwickelten sich in den umliegenden Dörfern Handwerk und Gewerbe. In Husa entstand die von den Rohans geförderte Bildschnitzerwerkstatt von Petr Bušek.
Nach der Aufhebung der Patrimonialherrschaften bildete Pačeřice ab 1850 mit den Ortsteilen Kozice, Stádlo, Studnice und Zlatá Hvězda eine Gemeinde im Bezirk Turnov. Im Jahre 1859 wurde die Eisenbahnstrecke erbaut.
Nachdem während des Deutschen Krieges die Preußen Sachsen besetzten und auf Zittau vorrückten, rief Kaiser Franz Joseph I. am 17. Juni 1866 das Volk zu den Waffen, da die österreichischen Truppen bereits längere Zeit zuvor an die sächsisch-preußische Grenze verlegt worden waren. Am selben Tage begann in Paceřice, Jenišovice und den umliegenden Dörfern die Einquartierung von Liechtensteinischen Husaren. Diese zogen am 24. Juni nach Langenbruck, um sich den am Vortag bis Kratzau und Reichenberg vorgedrungenen Preußen entgegenzustellen. Die Husaren trafen dort auf eine halbe Eskadron preußischer Ulanen und mussten sich nach einem Gefecht bis Goldenstern zurückziehen. Am 25. Juni sammelten sich die Husaren und Dragoner in Lagern bei Paceřice, Sychrov und Goldenstern, während die Preußen bis Liebenau vorrückten. Am nächsten Tage erfolgten in der gesamten Gegend Gefechte mit den Preußen, die weiter bis Turnau und Podol an die Iser vordrangen. Paceřice war dabei das Dorf, das die größten Schäden erlitt. Neben zerschossenen Häusern entstanden durch die Plünderungen und Verwüstungen durch die Preußen insgesamt Schäden, die auf 30.000 Gulden beziffert wurden. Im Gasthof Goldenstern wurde am 27. Juni ein Feldlazarett für die Verwundeten der Schlacht bei Podol eingerichtet.
Zum Ende des 19. Jahrhunderts entstand der heutige Ortsname Paceřice. 1945 wurden die Fürsten Rohan enteignet. Mit Beginn des Jahres 1961 wurde Paceřice nach Sychrov eingemeindet und kam zugleich zum Okres Liberec. Seit 1990 besteht die Gemeinde Paceřice wieder. Die Ansiedlung Zlatá Hvězda wurde 1990 zu Žďárek zugeordnet. 1997 wurde die Schnellstraße R 35 fertiggestellt.

## Gemeindegliederung
Die Gemeinde Paceřice besteht aus den Ortsteilen Husa (Hussa) und Paceřice (Patzerschitz). Grundsiedlungseinheiten sind Husa, Paceřice und Studnice (Studnitz). Zu Paceřice gehören außerdem die Ansiedlungen Kozice (Kositz) und Stádlo (Stadl).

## Sehenswürdigkeiten
- Statue des hl. Johannes von Nepomuk, mit einem Relief zum Gedenken an den Tod eines Fuhrmann unter den Rädern seines Wagens, errichtet 1796
- gezimmerte Chaluppen

## Söhne und Töchter der Gemeinde
- Antonín Beran (1811–1845), einer Gründer der Matice česká, geboren in Husa
- Petr Bušek (1824–1894), böhmischer Holzschnitzer des 19. Jahrhunderts, geboren in Husa
- Bohdan Kaminský (1859–1929), eigentlich Karel Bušek, tschechischer Dichter und Übersetzer, Sohn von Petr Bušek, geboren in Husa